# Caroline Casaretto
Caroline Casaretto, född den 24 maj 1978 i Krefeld, Tyskland, är en tysk landhockeyspelare.
Hon tog OS-guld i damernas landhockeyturnering i samband med de olympiska landhockeytävlingarna 2004 i Aten.